# ماريو ضد دونكي كونغ
ماريو ضد دونكي كونغ (بالإنجليزية: Mario vs. Donkey Kong)‏ هي سلسلة فرعية من سلسلتي سوبر ماريو ودونكي كونغ، تستند إلى ألعاب فيديو الألغاز، إيذانا بعودة التنافس بين بولين و دونكي كونغ مع ماريو.

## التطوير
يمكن إرجاع تاريخ السلسلة إلى إصدار غيم بوي من دونكي كونغ الأصلية. بإضافة قدرات جديدة لماريو و 96 مستوى جديد ، جلبت اللعبة تركيزًا جديدًا على عنصر الألغاز في مفهوم اللعبة.
في معرض الترفيه الإلكتروني لعام 2002، تم عرض لعبة تسمى دونكي كونغ بلس. خلال العرض ، كان لدى اللعبة ميزة تسمح للاعبين بتصميم وحفظ مستوياتهم الخاصة على غيم كيوب، ثم نسخها إلى غيم بوي أدفانس باستخدام كابل الربط. لقد كانت في الأساس نسخة محدثة من دونكي كونغ للغيم بوي، لكن اللعبة اختفت في العام التالي. تم استبداله بالرسومات المقدمة مسبقًا وإضافات اللعب من ماريو مقابل دونكي كونغ. تمت إزالة ميزة إصنع مرحلة من هذا الإصدار (ولكنها تظهر في تكملة لها). لا يزال محرر المستوى موجودًا داخل برمجة اللعبة ، ويمكن تمكينه من خلال التعديل.

## الألعاب الرئيسية

### ماريو ضد دونكي كونغ
ماريو ضد دونكي كونغ (بالإنجليزية: Mario vs. Donkey Kong)‏ هي لعبة فيديو ألغاز عام 2004 تم تطويرها بواسطة نينتندو سوفتوير تكنلوجي وتم إصدارها لـ غيم بوي أدفانس. اللعبة هي الخليفة الروحي لـ دونكي كونغ، والتي تم إصدارها في 1994 لـ غيم بوي.
يدور مفهوم اللعبة حول مجموعة من عناصر النظام الأساسي والألغاز، مما يتحدى ماريو للعثور على المفاتيح، والوصول إلى باب مغلق، وإنقاذ ميني ماريوس.
كانت لعبة ماريو ضد دونكي كونغ بمثابة عودة إلى الألعاب السابقة على غرار الممرات التي تضمنت العديد من العناصر من إصدار غيم بوي. بينما كان أسلوبها هو أسلوب الألعاب الأخرى، انتقل تصميم راير لـ دونكي كونغ. يعود دونكي كونغ، الذي كان في الأصل شريرًا، إلى هذا الدور في اللعبة: يريد لعبة ميني ماريو على مدار الساعة، ويجد أنها بيعت في متجر ألعاب محلي. غاضبًا، يرعب الضفادع في المصنع ويسرق الألعاب. هذا يضع حبكة اللعبة، حيث يطارد ماريو دونكي كونغ حتى يتمكن من استعادة ميني ماريوز من دونكي كونغ.
تحتوي اللعبة على دعم مخفي لـ نينتندو إي-ريدر. أقامت نينتندو مسابقة في اليابان تم فيها توزيع البطاقات على 1000 مشارك. تم إصدار خمس بطاقات بمستوى بواسطة CoroCoro Comic وتم منح بطاقة أخرى في معرض الهواية العالمي العشرين. يمكن للعبة حفظ ما يصل إلى 12 مستوى إضافي.

### مارش أوف ذا مينيز
ماريو ضد دونكي كونغ 2: مارش أوف ذا مينيز (بالإنجليزية: !Mario vs. Donkey Kong 2: March Of the Minis)‏ هي تكملة للعبة الأصلية، وهي متابعة للعبة دونكي كونغ، على الرغم من أنها أكثر توجهاً نحو الألغاز، حيث يتحكم اللاعب الآن في العديد من ميني ماريوز بشاشة تعمل باللمس بدلاً من ماريو نفسه. تتميز اللعبة أيضًا بعودة بولين، التي كان آخر ظهور لها في لعبة دونكي كونغ عام 1994، وهي لعبة غيم بوي من لعبة دونكي كونغ الأصلية. ويتميز باتصال نينتندو واي فاي كونيكشن. تتميز مجموعة ألعاب دي إس داونلود ستيشن 3 بعرض قصير للعبة. وهذه هي لعبة ماريو السادسة لـ نينتندو دي أس.

### مينيز مارش أغين
ماريو ضد دونكي كونغ: مينيز مارش أغين (بالإنجليزية: !Mario vs. Donkey Kong: Minis March Again)‏ هي لعبة فيديو ألغاز لـ نينتندو دي أس آي. تم الإعلان عنها في معرض الترفيه الإلكتروني لعام 2009، وهي اللعبة الثالثة في السلسلة. تم إصداره عبر خدمة تنزيل دي أس آي واير في أمريكا الشمالية في 8 يونيو 2009، في أوروبا في 21 أغسطس 2009، وفي اليابان في 7 أكتوبر 2009. إنها أول لعبة دي أس آي واير تتميز بمستوى محرر حيث يمكن للاعبين إنشاء مستويات مخصصة وإرسالها للاعبين على أجهزة أخرى عبر اتصال إنترنت لاسلكي.

### ميني-لاند مايهيم
ماريو ضد دونكي كونغ: ميني-لاند مايهيم (بالإنجليزية: !Mario vs. Donkey Kong: Mini-Land Mayhem)‏ هي لعبة فيديو ألغاز تم تطويرها بواسطة نينتندو سوفتوير تكنلوجي ونشرتها نينتندو لـ نينتندو دي أس. تم الإعلان عنها في معرض الترفيه الإلكتروني لعام 2010 وتم إصدارها في أمريكا الشمالية في 14 نوفمبر 2010، وهي اللعبة الرابعة في السلسلة.

### تيببينغ ستارز
ماريو ضد دونكي كونغ: تيببينغ ستارز (بالإنجليزية: Mario vs. Donkey Kong: Tipping Stars)‏ هي لعبة فيديو ألغاز لـ نينتندو 3دي أس ووي يو واللعبة السادسة في السلسلة. تم إصداره في مارس 2015 على نينتندو إي شوب لجميع المناطق، على الرغم من أنه كان متاحًا أيضًا في متاجر التجزئة في اليابان. هذا هو أول عنوان تنشره نينتندو لدعم مفهوم الشراء المتقاطع.
تم عرض إدخال محتمل للسلسلة لجهاز الـ وي يو كعرض توضيحي في مؤتمر مطوري الألعاب لعام 2014. تم تطويره باستخدام نينتندو ويب فريمورك لإظهار قدراتهم. مثل الأجزاء الأخرى، الهدف من كل مستوى هو توجيه مينيز ماريو إلى المخرج، وإنشاء مسارات من خلال تحديد مواقع المنصات والتفاعلات الأخرى مع الإعداد الذي تم إجراؤه من خلال وي يو جيم باد. يوضح المستوى الأول الإمكانات الأساسية للبرنامج، لكن المستوى الثاني به تأثيرات ضوئية ورسوم متحركة أكثر تعقيدًا. تم تأكيده لاحقًا كجزء رسمي جديد في السلسلة في معرض الترفيه الإلكتروني لعام 2014، ليتم إصداره باعتباره لعبة وي يو إي شوب القابل للتنزيل. في عام 2015. خلال نينتندو دايركت في 14 يناير 2015، تم التأكيد على أن اللعبة ستصدر أيضًا لـ نينتندو 3دي أس.

## ألعاب أخرى

### مينيز أون ذا موف
ماريو ودونكي كونغ: مينيز أون ذا موف (بالإنجليزية: Mario and Donkey Kong: Minis on the Move)‏ هي لعبة فيديو ألغاز لـ نينتندو 3دي أس وهي اللعبة الخامسة في السلسلة. على عكس الألعاب السابقة، لم يعد دونكي كونغ يلعب دورًا عدائيًا وبدلاً من ذلك يعمل كواحد من مضيفي اللعبة جنبًا إلى جنب مع ماريو وبولين. باستخدام شاشة اللمس، يجب على اللاعبين وضع كتل على شبكة لتوجيه الشخصيات المصغرة إلى نهاية كل دورة. تم إصداره حصريًا عبر خدمة تنزيل نينتندو إي شوب في 9 مايو 2013 في أوروبا وأمريكا الشمالية و 24 يوليو في اليابان.

### تحديات أميبو
ميني ماريو أند فريندز: تحديات أميبو (بالإنجليزية: Mini Mario & Friends: Amiibo Challenge)‏ هي لعبة مجانية صدرت في 28 أبريل 2016، وهي قابلة للتنزيل لأجهزة نينتندو 3دي أس ووي يو. تتميز هذه اللعبة بطريقة لعب مشابهة لتلك التي تم لعبها في ألعاب سلسلة ماريو ضد دونكي كونغ، وتسمح للاعبين بفتح شخصيات مختلفة - بما في ذلك ميني ماريو، وميني لويجي، وميني بيتش، وميني تود، وميني دونكي كونغ، وميني باوزر، وميني باوزر جونيور، وميني ديدي كونغ، وميني يوشي، وميني روزالينا - عن طريق مسح الـ أميبو الخاصة بهم.